# Aszur-deni-amur
Aszur-deni-amur, Aszur-dini-amur (akad. Aššur-dēnī-amur, Aššur-dīnī-amur, w transliteracji z pisma klinowego zapisywane maš-šur-de-ni-a-mur, maš-šur-di-ni-a-mur; tłum. „Aszurze, rozpatrz moją sprawę!”) – wysoki dostojnik za rządów asyryjskiego króla Adad-nirari II (911-891 p.n.e.), noszący na dworze królewskim tytuł „naczelnego dowódcy wojsk” (turtānu). We fragmencie roczników Adad-nirari II, opisującym szóstą wyprawę tego króla do kraju Hanigalbat (896 r. p.n.e.), „Aszur-dini-amur, turtānu” (maš-šur-di-ni-a-mur LÚ tar-ta-nu) przedstawiany jest jako dowódca asyryjskich wojsk oblegających miasto Nasibina. Identyfikować go najprawdopodobniej należy z jego imiennikiem, który zgodnie z asyryjskimi listami i kronikami eponimów sprawować miał w 907 r. p.n.e. urząd limmu (eponima).